# Lamprochernes moreoticus
Espèce
Synonymes
- Chelifer nodosus moreoticus Beier, 1929

Lamprochernes moreoticus est une espèce de pseudoscorpions de la famille des Chernetidae.

## Distribution
Cette espèce est endémique de Grèce. Elle se rencontre en Achaïe.

## Description
Lamprochernes moreoticus mesure de 2,5 à 2,9 mm.

## Publication originale
- Beier, 1929 : Zoologische Forschungsreise nach den Jonischen Inseln und dem Peloponnes. I. und II. Teil. Sitzungsberichte der Akademie der Wissenschaften in Wien, vol. 128, p. 425-456 (texte intégral).